# سعيد عبيد (عقيد)

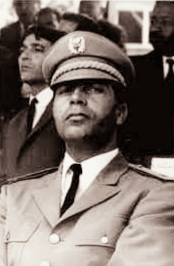

سعيد عبيد عقيد في الجيش الجزائري بعد الاستقلال، قائد الناحية العسكرية الأولى في الجزائر بين 1964 و1967. من مواليد بلدة سدراتة بولاية سوق أهراس، عمل مدير بنك قبل أن يلتحق بصفوف المجاهدين في الجبال المقاتلين ضد القوات الفرنسية المحتلة.

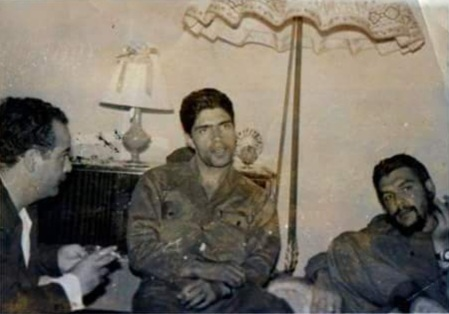

بعد استقلال الجزائر عام 1962 شارك في الانقلاب الذي قاده العقيد الهواري بومدين على أول رئيس للبلاد أحمد بن بلة بتاريخ 19 يونيو 1965، غير أنه عقب محاولة الانقلاب التي قادها العقيد الطاهر الزبيري ضد الرئيس الهواري بومدين بتاريخ 14 دجنبر 1967 رفض طاعة أمر بومدين بالتصدي للقوات المتمردة خوفا من انقسام الجيش والوقوع في حرب أهلية، فكلف بومدين مكانه رائدين من الفارين من صفوف الجيش الفرنسي هما زرقيني وهوفمان.
الاغتيال:
وُجد سعيد عبيد صريعا بعد يوم واحد من محاولة انقلاب الزبيري الفاشلة، أي بتاريخ 15 ديسمبر 1967، مع تضارب الروايات حول موته هل كان انتحارا اختياريا أم تصفية من طرف رجال بومدين؟

قالت حورية مداسي، زوجة العقيد سعيد عبيد، في لقاء لها بالصحافة عام 2020: 

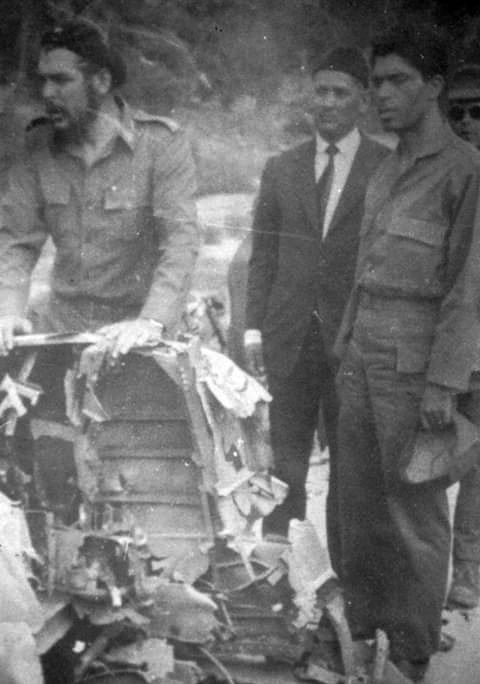

"من يعرف كيف مات عبال رمضان وكريم بلقاسم وأحمد بوضياف والبقية حتى أعرف كيف مات زوجي السعيد عبيد؟”.

إبان الثورة الزراعية بالجزائر (1972) التي رفعت شعار "الأرض لمن يزرعها" تمت تسمية قرية اشتراكية بولاية البويرة باسم "سعيد عبيد"، وهي تقع على بعد 6 كيلومترات من عاصمة الولاية.